# Anne Roze
Anne Roze, née le 13 août 1943, est une écrivain français.

## Œuvres
- La France arc-en-ciel: Les Français venus d'ailleurs, Éditions Julliard, 1995
- Les lieux de la Grande Guerre, Réunion des musées nationaux, 1996
- Les Champs de la mémoire: paysages de la Grande Guerre, éditions du Chêne, 1999
- Guyane, Éditions Marcus, 2004
- Artois, 2007
- Cherbourg: une âme transatlantique, 2008